# Austin Bradford Hill
Austin Bradford Hill (Hampstead, 8 luglio 1897 – Ulverston, 18 aprile 1991) è stato un epidemiologo e statistico britannico, pioniere nell'uso degli esperimenti clinici randomizzati.

## Biografia

### Famiglia e carriera
Austin Bradford Hill nacque nel 1897 da una nobile famiglia vittoriana, le cui ultime quattro generazioni vantavano qualche membro citato nel Dictionary of National Biography. Il padre, Sir Leonard, professore di Fisiologia al London Hospital, aveva progettato un dispositivo per misurare la pressione sanguigna e si era distinto per aver dimostrato insieme al dr. Major Greenwood che l'embolia dei subacquei, causata dalla formazione di bolle d'azoto nel sangue, poteva essere evitata con una decompressione lenta e costante. Iscrittosi alla facoltà di economia presso la London University, fu chiamato a insegnare come lettore in Epidemiologia alla London School of Hygiene dal dr. Major Greenwood, ex assistente di fisiologia di suo padre, che nel frattempo era stato nominato Primo Professore di Statistica. Ebbe così inizio la loro lunga collaborazione, e per migliorare le proprie conoscenze statistiche Hill seguì le lezioni di Karl Pearson. Nel 1945 Greenwood andò in pensione e la cattedra di statistica fu assegnata a Austin. In cinque anni egli avrebbe condotto la statistica medica all'apoteosi, affidandole il compito di valutare l'efficacia dei farmaci streptomicina e PAS contro la tubercolosi e di dimostrare il rapporto diretto tra fumo e cancro polmonare. Nel 1965 Bradford Hill riassunse in due conferenze pubbliche il suo contributo. La prima, "Considerazioni sul trial clinico controllato", metteva in risalto la sacralità delle operazioni dei Trial Clinici Randomizzati; la seconda, "Malattie e ambiente: associazione o causazione?", metteva in considerazione il fatto che eventuali stili di vita avrebbero potuto permettere la prevenzione di determinate malattie. Ciò ha finito per alimentare ansia e preoccupazioni spesso vane, per la paura di vivere inconsapevolmente stili di vita nocivi.

### L'esperienza della guerra
Hill era intento a seguire la tradizione medica famigliare, tuttavia dovette arruolarsi nell'aviazione navale britannica per aiutare il suo paese impegnato nel conflitto con la Germania. Nel 1917 fu spedito nel Teatro dell'Egeo e durante il viaggio per raggiungere il Sud Italia, capitò in un treno sovraffollato e probabilmente in quell'occasione lo colse la malattia. Destinato all'isola di Tenedos (vicino alla Turchia), trascorse un periodo abbastanza tranquillo, se si esclude qualche missione. Fu proprio in una di queste (forse l'ultima) che il motore del suo aereo si guastò a più di 3000 metri di quota ed egli fu costretto a planare in una piccola pista d'atterraggio, finendo così in uno stagno.

### Malattia e guarigione
I cinque mesi seguenti l'atterraggio d'emergenza furono influenzati dall'aumento dei sintomi tubercolari e dalla conseguente licenza a tempo indeterminato da parte del comando britannico. Tuttavia le due terapie a quel tempo disponibili contro la tisi (il riposo e lo pneumotorace artificiale, ovvero l'introduzione di aria nello spazio pleurico per favorire il collasso polmonare e fermare l'avanzata della malattia) gli valsero la guarigione. Nel 1919 fu dimesso dall'ospedale con il 100% della pensione di invalidità (concessa solo per malattie così gravi da impedire lo svolgimento della professione). La frustrazione di non aver potuto intraprendere la carriera paterna fece sì che la scienza medica esercitasse su di lui un grande fascino.

## Trial Clinici Randomizzati

### Dimostrazione della validità dei farmaci streptomicina e PAS
Nel 1946 Hill entrò nel Tubercolosis Trial Committee (Comitato del Trial della tubercolosi) che si proponeva di portare alla luce le verità sulla streptomicina, dimostratasi capace di sconfiggere il bacillo tubercolare. Egli suggerì che un test eseguito tra coloro che assumevano il farmaco e coloro che non lo assumevano avrebbe potuto portare alle stelle (o gettare alle ortiche) il prestigio del trattamento. Ma ciò non bastava. Egli sosteneva che la scelta delle "cavie" dovesse essere casuale, in modo alternato sì, ma aleatorio.
«Ci sono vari modi in cui l'assegnazione casuale dei pazienti ai gruppi di terapia può essere effettuata. Quello che appare preferibile consiste nella costruzione di un ordine di collocazione, che il medico non conosce in anticipo [...]. I vantaggi di questa assegnazione casuale di pazienti sono tre: essa garantisce che né le nostre personali idiosincrasie né la nostra carenza di imparzialità abbiano influenzato la costruzione dei gruppi di trattamento; rimuove il pericolo che, temendo di essere parziali nel nostro giudizio, cerchiamo di compensare tale parzialità "pendendo in senso opposto", creando così una parzialità nell'altra direzione; e dal momento che l'attribuzione è stata casuale, impedisce anche al critico più severo di sostenere che verosimilmente, a causa delle nostre predilezione o della nostra ottusità, i gruppi erano in qualche modo sbilanciati».
Hill intuì che la distaccata obiettività della statistico, basata sulla nozione di "casualità", ha maggiori probabilità di giungere alla verità rispetto alle impressioni soggettive dell'esperienza clinica.
Nel 1947, in tre ospedali di Londra, 55 pazienti prendevano il farmaco per quattro mesi e il verdetto era confrontato con quello di 52 pazienti "di controllo", trattati con riposo e collasso artificiale del polmone. L'assegnazione ai due gruppi avveniva per mezzo di numeri casuali inseriti in buste sigillate. Come se non bastasse, il radiologo che esaminava le lastre non veniva informato riguardo al gruppo di appartenenza dei pazienti, tutti giovani e con lo stesso quadro clinico. Alla fine del primo semestre, ventotto di coloro che assumevano il farmaco apparvero migliorati e quattro erano deceduti; mentre tra coloro che non lo assumevano i decessi erano stati quattordici. Tuttavia si verificò che nonostante i netti miglioramenti iniziali tra i pazienti del primo gruppo erano seguiti da peggioramenti legati alla comparsa della resistenza all'antibiotico, problema che sarà poi risolto dal secondo trial clinico in cui alla streptomicina si abbinava l'assunzione del PAS (acido para-amminosalicilico), introdotto da Lehmann. La sopravvivenza salì così all'80%.

### Relazione tra fumo e cancro polmonare
La dimostrazione del rapporto tra fumo e cancro polmonare fu un autentico capolavoro. Nel 1947 Bradford Hill, Richard Doll, Edward Kennedy del St. Bartholomew's Hospital e Percy Stock (principale statistico del governo) furono spinti dal Medical Research Council a indagare se il fumo fosse la causa dello spaventoso incremento di quindici volte della mortalità per cancro polmonare in Gran Bretagna negli ultimi 25 anni. Si scelse come criterio il rapporto dose-effetto: a una dose più alta sarebbe corrisposto un effetto maggiore. I pazienti furono divisi in 4 gruppi, per un intervallo compreso fra 1 e 50 sigarette al giorno. Emerse una maggiore frequenza tra i fumatori accaniti: tra coloro che avevano fumato 25 o più sigarette al giorno il cancro polmonare era aumentato di circa 25 volte rispetto ai non fumatori. Qualche mese più tardi una ricerca americana giunse alle medesime conclusioni.

## Riconoscimenti
Hill ha avuto una notevole carriera di ricerca e insegnamento ed è autore di un testo di successo (Principles of Medical Statistics). In suo onore la Royal Statistical Society (di cui è stato presidente dal 1950 al 1952) assegna dal 1994 ogni tre anni la Bradford Hill medal per contributi allo sviluppo, applicazione o spiegazione in ambito della statistica medica.